# Pulp (novela)
Pulp es la última novela completa del escritor y poeta estadounidense Charles Bukowski. Fue publicada en 1994, poco antes de su muerte.
Al contrario que en otras novelas de Bukowski, el narrador no es Henry Chinaski (aunque aparece); en vez de eso, la novela sigue al detective privado Nicky Belane en su intento de rastrear al autor clásico francés Céline y al escurridizo Red Sparrow. La caza de Belane lo adentra cada vez en las aventuras suburbiales a lo largo de la ciudad, típico de las novelas de Bukowski, pero la historia incluye ocasionalmente elementos sobrenaturales y de ciencia ficción.
Bukowski dedica la historia a la "mala escritura", y en ella se burla claramente de la escritura pobre y de todos los elementos asociados a ésta.
Una historia complicada sobre un duro detective privado que se involucra en sus casos, Pulp evoca a Raymond Chandler, un autor que vivió en Los Ángeles y realizó su obra allí, tal como Bukowski hizo. Del mismo modo, la novela tiene similitudes con algunos trabajos de Dashiell Hammett; y el nombre del personaje Nicky Belane rima sugerentemente con el nombre del autor Mickey Spillane, como ya pasaba en Casablanca con el protagonista Rick Blaine.